# Chicken (pel·lícula)
Chicken és un curtmetratge irlandès de 2001 dirigit per Barry Dignam sobre la manera com els homes adolescents de vegades redirigeixen els seus sentiments d'afecte els uns pels altres cap a activitats sovint violentes o competitives, com ara el joc de la gallina.

## Trama
En Mick (Darren Healy) i en Kev (Niall O'Shea) passen una tarda a prop de les vies del ferrocarril a la vora del mar, on Mick ensenya a Kev a fer "Shotgunning" amb la cervesa per motius desconeguts per l'espectador. Observa que en Kev és "una mica ximple" després de no reproduir la tècnica adequada de shotgunning i demana a Kev que s'assegui a prop seu per fer una prova de coratge, el joc del ganivet, que consisteix a clavar un ganivet. entre els dits estesos a un ritme cada cop més ràpid. El joc es juga normalment amb la mà d'una persona alhora i, com a gest del que es pot veure com un sacrifici de si mateix, Mick posa la seva mà sobre la de Kev per tal de protegir la mà d'en Kev de l'impacte d'una lesió en cas que es produeixi.
Quan un tren passa al costat d'ells, Mick talla accidentalment en Kev i ell mateix molt lleugerament amb el ganivet. S'ajunten les mans amb força i en Mick, que de sobte sembla molt insegur i amb necessitat d'afecte, és abraçat amorosament per Kev, que potser sap des del temps per què en Mick el va portar aquí.
Apareix una única pantalla de crèdits, després la pel·lícula acaba amb una breu foto dels dos en silueta, separats, mirant com es pon el sol sobre l'oceà.

## Producció
Chicken es va rodar durant dos dies en pel·lícula de 35 mm amb una banda sonora de Dolby Digital.
El títol del curtmetratge té un doble sentit, ja que "chicken" també és un terme en argot per a un jove homosexual.

## Premis i nominacions
| Festival                                                   | Categoria                                       | Any  | Resultat  |
| ---------------------------------------------------------- | ----------------------------------------------- | ---- | --------- |
| 54è Festival Internacional de Cinema de Canes              | Palma d'Or al millor curtmetratge               | 2001 | Nominat   |
| GAZE International LGBT Film Festival Dublin               | Millor curtmetratge                             | 2001 | Guanyador |
| Festival Internacional de Cinema de Newport                | Premi del jurat al millor curtmetratge          | 2001 | Guanyador |
| Festival Internacional de Cinema Gai i Lèsbic de Barcelona | Recomanació especial del jurat                  | 2001 | Guanyador |
| BFI International London Lesbian & Gay Film Festival       | Jury Commendation Film Four TX Short Film Prize | 2002 | Guanyador |
| Cabbagetown Film Festival, Toronto                         | Millor curtmetratge                             | 2002 | Guanyador |

## Enllaços exters
- Chicken - Lloc web oficial
- Chicken (pel·lícula) a Vimeo — El curt sencer en HD.
- Chicken a YouTube — el curt sencer en resolució mitjana